# Jean Rabier
Jean Rabier (Villers-Bretonneux, 24 aprile 1927 – Port-de-Bouc, 15 febbraio 2016) è stato un direttore della fotografia francese.
È stato collaboratore abituale del regista Claude Chabrol per oltre tre decenni e quaranta film, fin dal suo esordio Le beau Serge (1958), prima come assistente di Henri Decaë poi come direttore della fotografia da I bellimbusti (1961) a Madame Bovary (1991).
Muore il 15 febbraio 2016 all'età di 88 anni.

## Filmografia

### Operatore di ripresa
- Le beau Serge, regia di Claude Chabrol (1958)
- Ascensore per il patibolo (Ascenseur pour l'échafaud), regia di Louis Malle (1958)
- I cugini (Les Cousins), regia di Claude Chabrol (1959)
- I 400 colpi (Les quatre cents coups), regia di François Truffaut (1959)
- A doppia mandata (À double tour), regia di Claude Chabrol (1959)
- Appuntamento con il delitto (Un témoin dans la ville), regia di Édouard Molinaro (1959)
- Delitto in pieno sole (Plein soleil), regia di René Clément (1960)
- Donne facili (Les bonnes femmes), regia di Claude Chabrol (1960)
- Léon Morin, prete (Léon Morin, prêtre), regia di Jean-Pierre Melville (1961)

### Direttore della fotografia
- I bellimbusti (Les godelureaux), regia di Claude Chabrol (1961)
- L'occhio del maligno (L'Oeil du malin), regia di Claude Chabrol (1962)
- Cleo dalle 5 alle 7 (Cléo de 5 à 7), regia di Agnès Varda (1962)
- Ofelia (Ophélia), regia di Claude Chabrol (1963)
- Landru, regia di Claude Chabrol (1963)
- Ro.Go.Pa.G., episodio Il nuovo mondo, regia di Jean-Luc Godard (1963)
- La grande peccatrice (La Baie des anges), regia di Jacques Demy (1963)
- Buccia di banana (Peau de banane), regia di Marcel Ophüls (1963)
- Les Parapluies de Cherbourg, regia di Jacques Demy (1964)
- Le più belle truffe del mondo (Les plus belles escroqueries du monde), episodio L'uomo che vendette la Tour Eiffel (L'Homme qui vendit la Tour Eiffel), regia di Claude Chabrol (1964)
- La tigre ama la carne fresca (Le tigre aime la chair fraiche), regia di Claude Chabrol (1964)
- Parigi di notte (Paris vu par...), episodio La Muette, regia di Claude Chabrol (1965)
- Marie Chantal contro il dr. Kha (Marie-Chantal contre le docteur Kha), regia di Claude Chabrol (1965)
- La tigre profumata alla dinamite (Le tigre se parfume à la dynamite), regia di Claude Chabrol (1965)
- Il verde prato dell'amore (Le bonheur), regia di Agnès Varda (1965)
- La linea di demarcazione (La ligne de démarcation), regia di Claude Chabrol (1966)
- Un idiot à Paris, regia di Serge Korber (1967)
- Le scandale - Delitti e champagne (Le scandale), regia di Claude Chabrol (1967)
- Criminal story (La route de Corinthe), regia di Claude Chabrol (1967)
- Il caldo amore di Evelyn (La petite vertu), regia di Serge Korber (1968)
- Les biches - Le cerbiatte (Les biches), regia di Claude Chabrol (1968)
- Stéphane, una moglie infedele (La femme infidèle), regia di Claude Chabrol (1969)
- Ucciderò un uomo (Que la bête meure), regia di Claude Chabrol (1969)
- Il tagliagole (Le Boucher), regia di Claude Chabrol (1970)
- All'ombra del delitto (La Rupture), regia di Claude Chabrol (1970)
- Beato tra le donne (L'homme orchestre), regia di Serge Korber (1970)
- Dieci incredibili giorni (La décade prodigieuse), regia di Claude Chabrol (1971)
- L'uomo dalle due ombre (De la part des copains), regia di Terence Young (1971)
- Sul far della notte (Juste avant la nuit), regia di Claude Chabrol (1971)
- Trappola per un lupo (Docteur Popaul), regia di Claude Chabrol (1972)
- L'amico di famiglia (Les Noces Rouges), regia di Claude Chabrol (1973)
- Sterminate "Gruppo Zero" (Nada), regia di Claude Chabrol (1974)
- Una gita di piacere (Une partie de plaisir), regia di Claude Chabrol (1975)
- Gli innocenti dalle mani sporche (Les innocents aux mains sales), regia di Claude Chabrol (1975)
- Profezia di un delitto (Les magiciens), regia di Claude Chabrol (1976)
- Pazzi borghesi (Folies bourgeoises), regia di Claude Chabrol (1976)
- Alice (Alice ou la dernière fugue), regia di Claude Chabrol (1977)
- Rosso nel buio (Les liens du sang), regia di Claude Chabrol (1978)
- Violette Nozière, regia di Claude Chabrol (1978)
- Le Cheval d'orgueil, regia di Claude Chabrol (1980)
- Le système du docteur Goudron et du professeur Plume, regia di Claude Chabrol (1982) (TV)
- Les affinités électives, regia di Claude Chabrol (1982) (TV)
- M. le maudit, regia di Claude Chabrol (1982) (TV)
- La danse de mort, regia di Claude Chabrol (1982) (TV)
- I fantasmi del cappellaio (Les fantômes du chapelier), regia di Claude Chabrol (1982)
- Una morte di troppo (Poulet au vinaigre), regia di Claude Chabrol (1985)
- L'ispettore Lavardin (Inspecteur Lavardin), regia di Claude Chabrol (1986)
- Volto segreto (Masques), regia di Claude Chabrol (1987)
- Il grido del gufo (Le cri du hibou), regia di Claude Chabrol (1987)
- En toute innocence, regia di Alain Jessua (1988)
- À notre regrettable époux, regia di Serge Korber (1988)
- Un affare di donne (Une affaire de femmes), regia di Claude Chabrol (1988)
- Giorni felici a Clichy (Jours tranquilles à Clichy), regia di Claude Chabrol (1990)
- Doctor M. (Dr. M), regia di Claude Chabrol (1990)
- La notte dei generali (Night of the Fox), regia di Charles Jarrott (1990) (TV)
- Madame Bovary, regia di Claude Chabrol (1991)